# Puntal (buque)

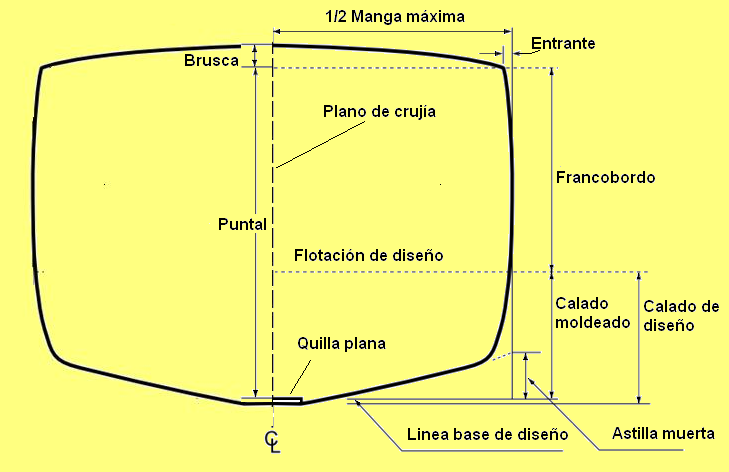
Sección ideal del casco de acero de un barco, indicando varias medidas.

En náutica, el puntal de un barco es una medida que indica la altura interior de su casco. Hay diferentes versiones sobre la definición de puntal y la forma de medirlo. (fr. Creux; ing. Depth in the hold; it. Puntale).

## Historia
La base del trabajo de los constructores consiste principalmente en combinar bien las ventajas e inconvenientes que se encuentran a la vez, tanto cuando se trata de aumentar o disminuir la eslora (largo) de las embarcaciones, como el aumento o disminución de su manga (ancho), y lo mismo respecto de su puntal. Cuando se expresa puntal de arqueo se tomará este desde el canto superior del tablón de forro más bajo e inmediato a la sobrequilla, hasta el canto del bao principal. 
Algunas descripciones de barcos antiguos, al indicar las dimensiones principales de una nave, hablan de largo, ancho y alto. El concepto de puntal no era habitual, si es que existía en la mente de los usuarios y constructores.
Según un documento de 1450 citado por Arcadi García y Sanz, el término puntal (en el sentido de una medida particular) se constató por primera vez en lengua catalana.
Un contrato datado en 1465 para la construcción de una carabela en Barcelona, especifica un puntal de "VII palms menos Y cuarto...".
- Hay que recordar que: 1 gúa = 64,79 cm = 3 palmos de gúa de 21,59 cm[7][8]

Hay una definición (bastante imprecisa) de 1611, de Tomé Cano.

“Puntal, es lo alto que haze la nao dende las cubiertas hasta el Plan”.

### Utilidad
Uno de los parámetros más importantes en un barco mercante es la capacidad de carga. Esta capacidad ha sido medida o evaluada en ánforas, salmes, bótes, toneladas de varias medidas, etc. El puntal de una nave (medido de una manera determinada, en cada caso) se usa en todas las fórmulas de cálculo del arqueo o capacidad de carga teórica de la nave.

## Problemática real
Es imposible dar una definición sencilla de puntal que sea válida en todos los casos. Hay muchos tipos de barcos y sistemas constructivos muy diferentes.

### Variantes de construcción
Las diferentes definiciones de puntal son convenciones: se establecen por convenio. En algunos casos, las medidas reales para cada sistema constructivo (y cada definición) son muy parecidas. En otros ejemplos las diferencias suelen ser muy grandes.

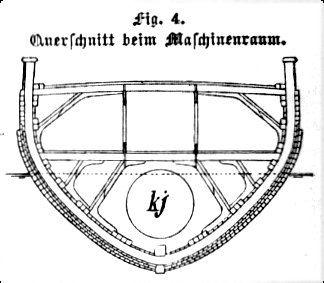
1
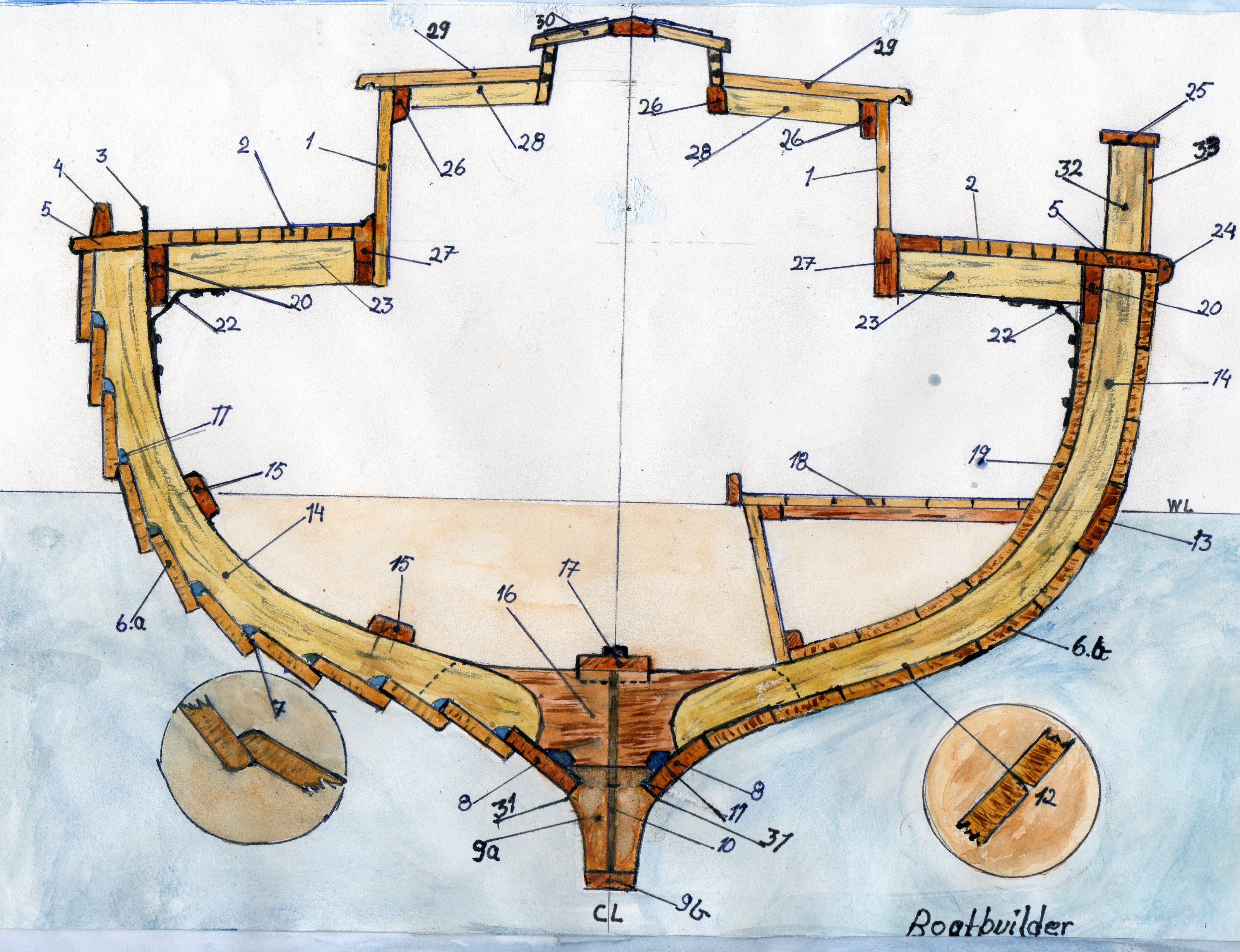
2
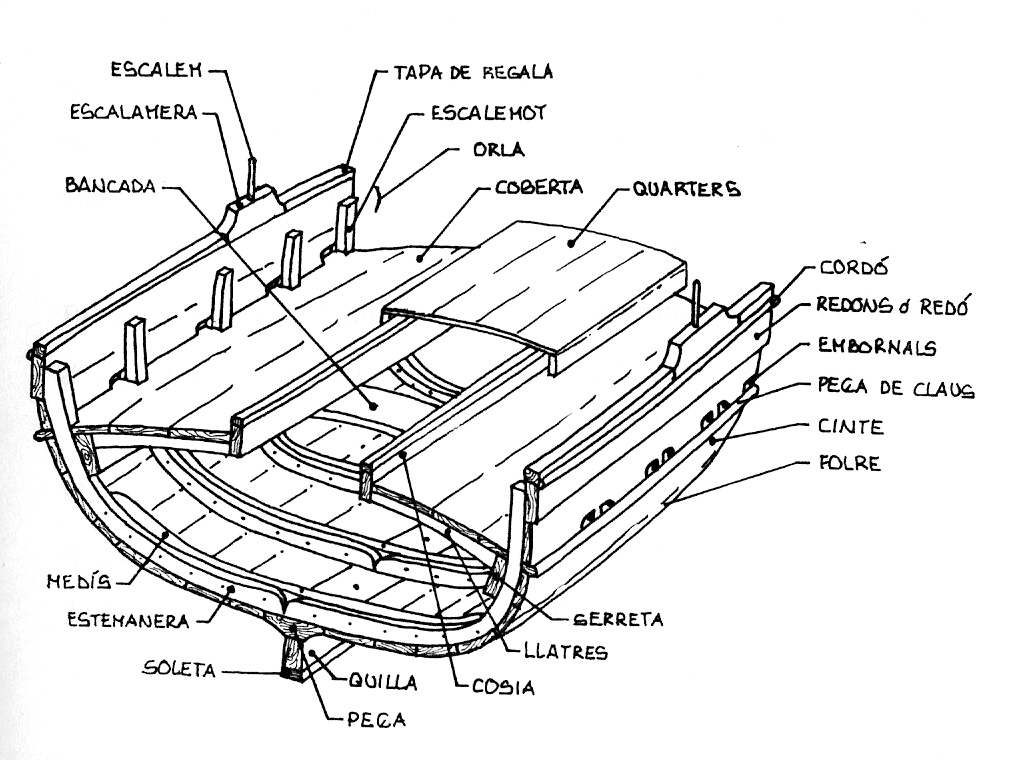
3
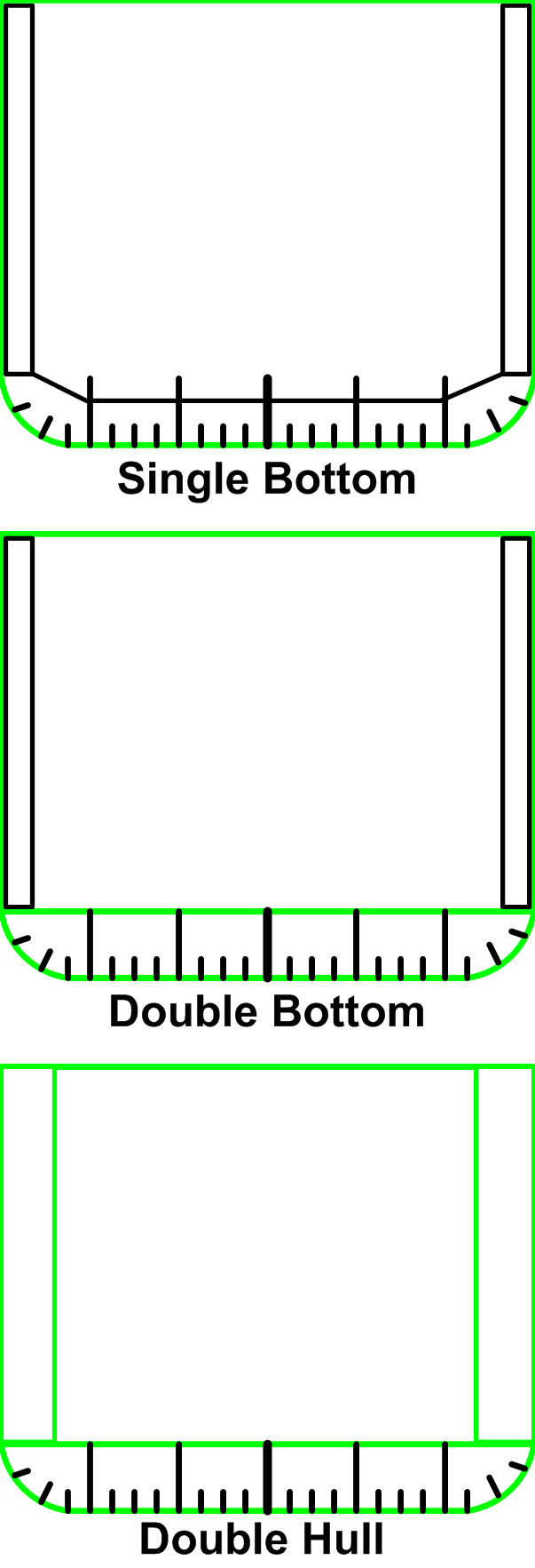
4
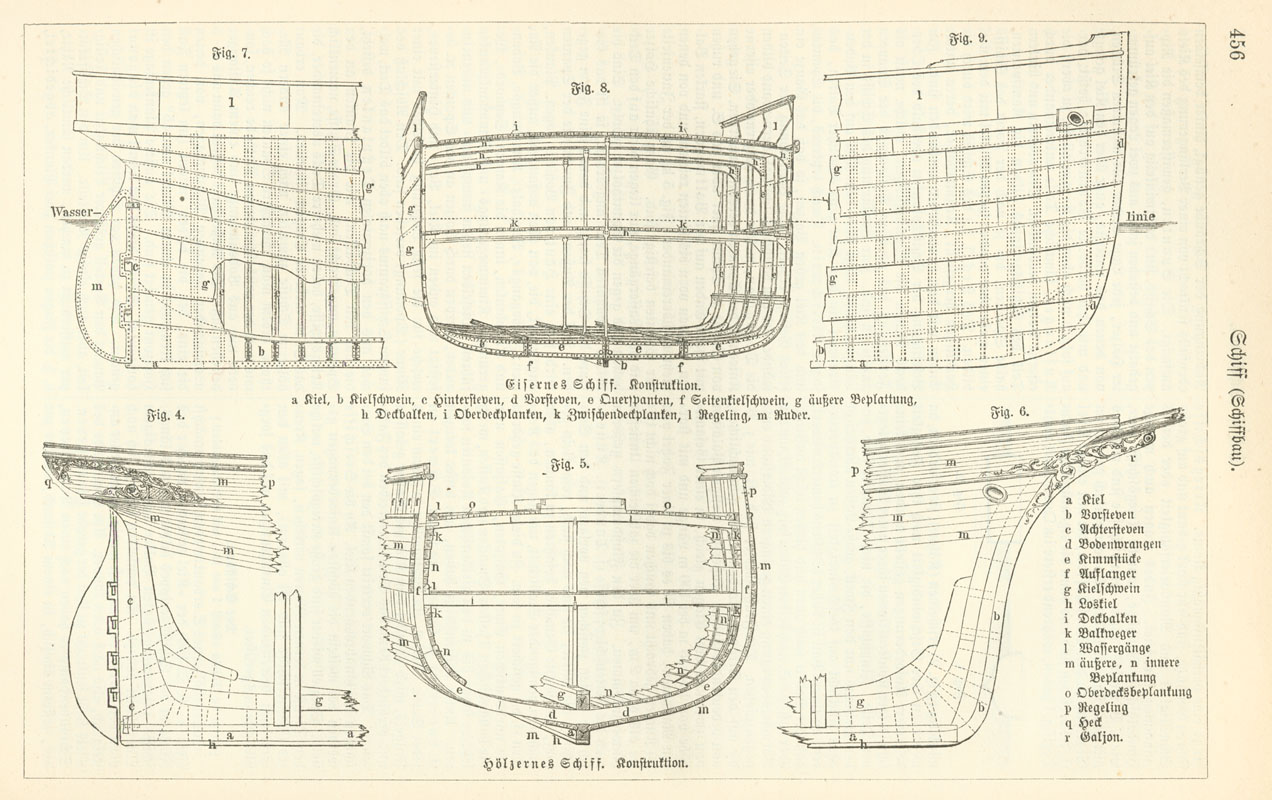
5
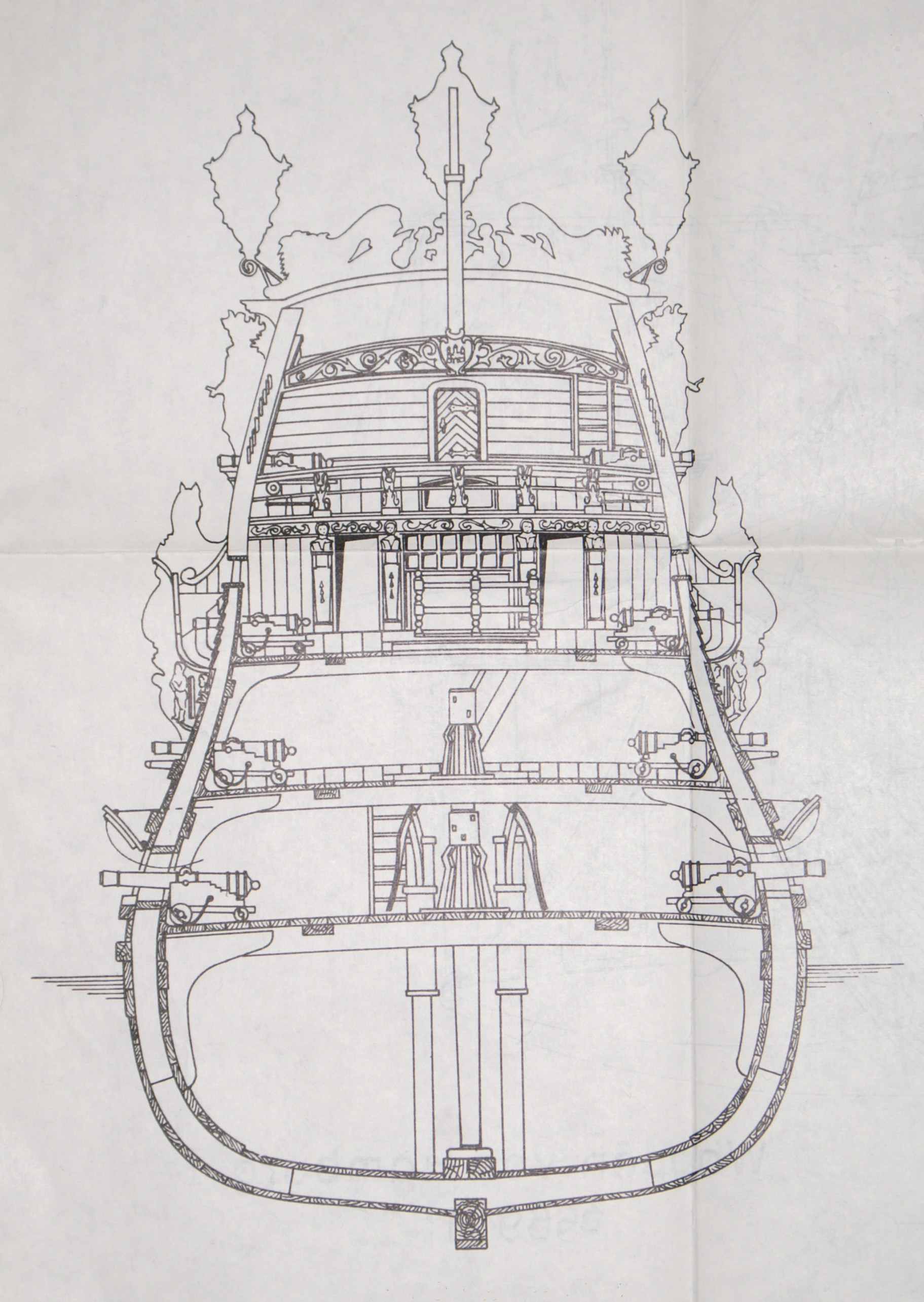
6
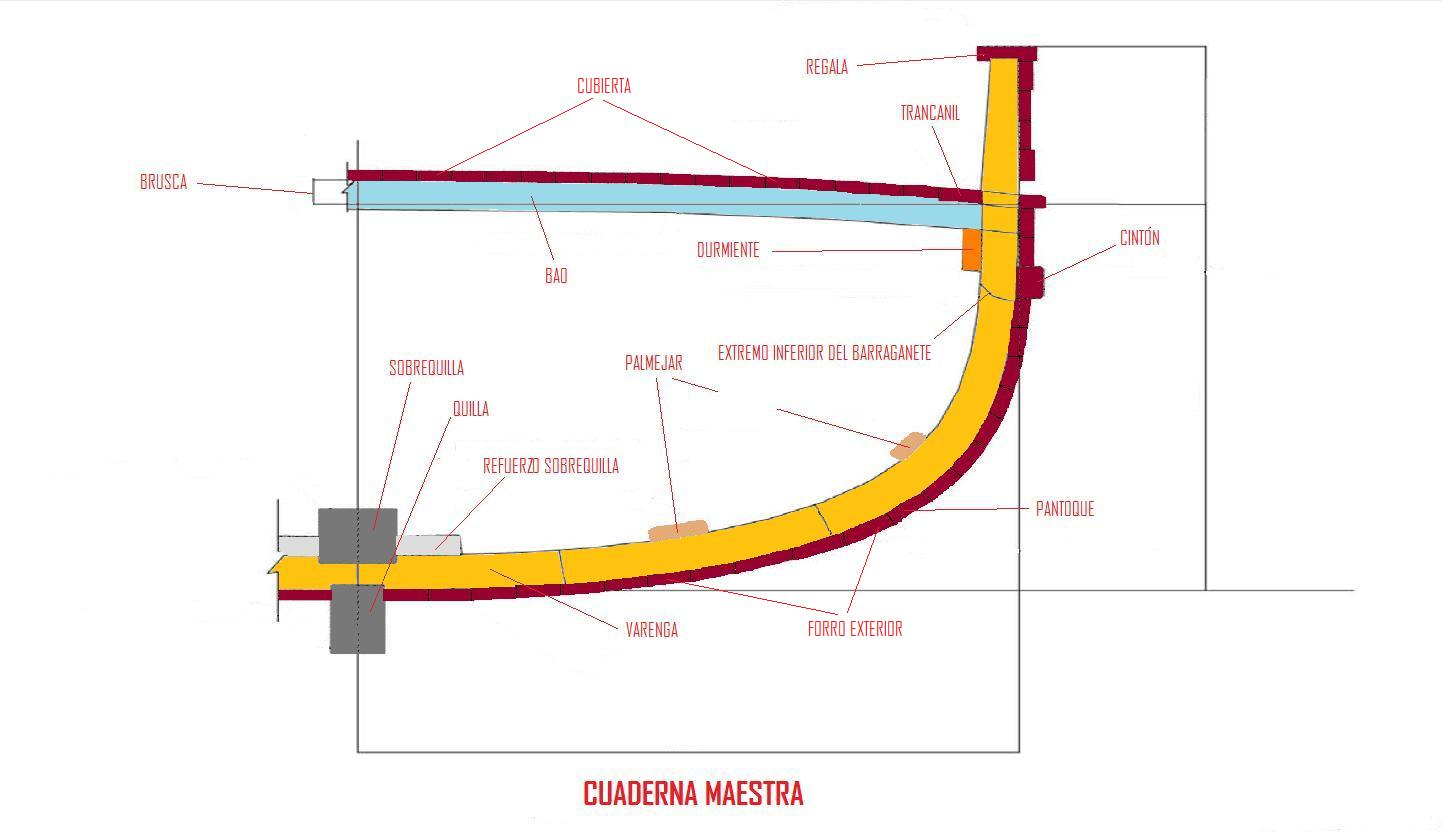
7
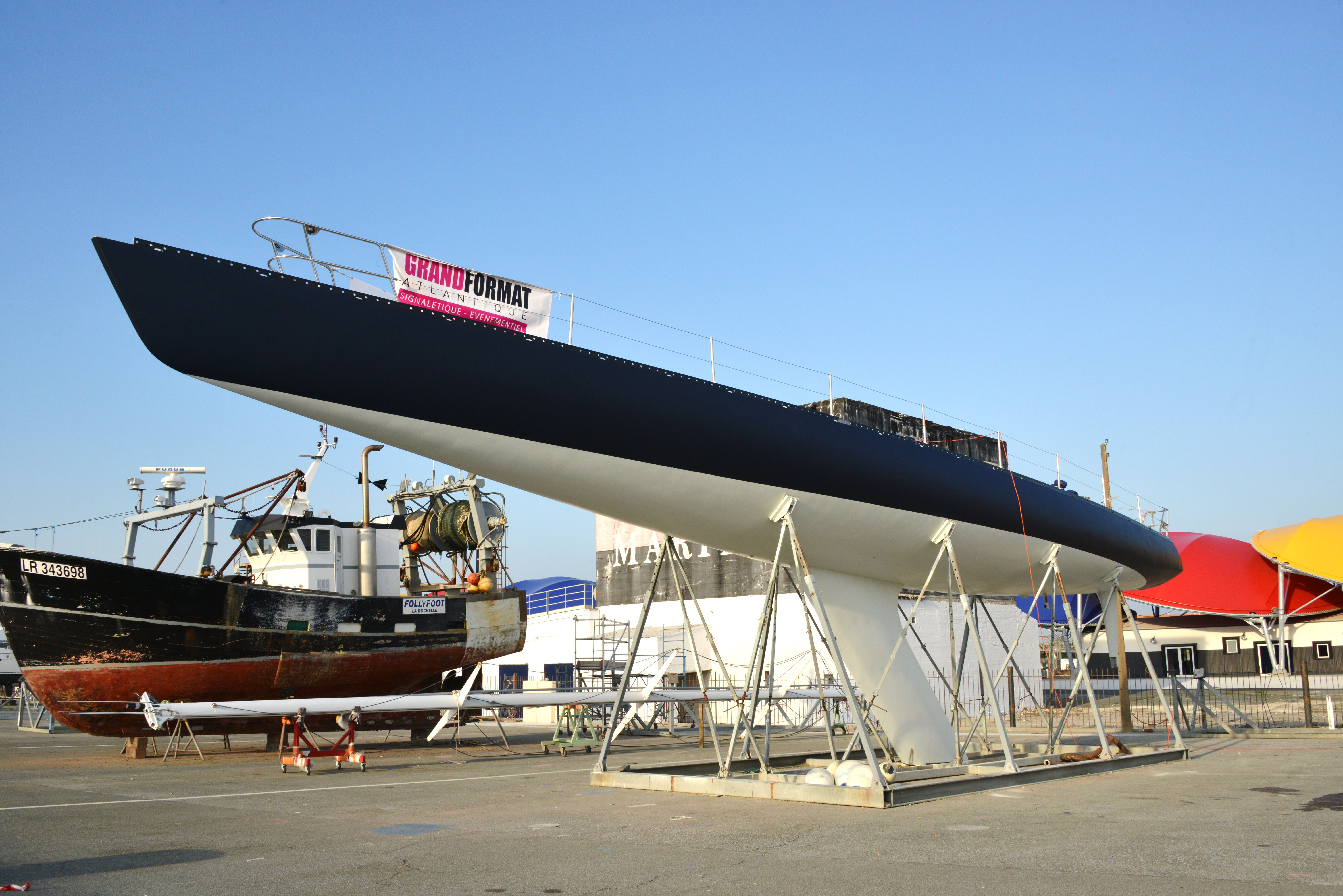
8.Ejemplo de puntales interior y exterior muy diferentes.

### Definición 1
La medida del puntal como elemento constructivo determina la distancia que hay entre la parte superior de la sobrequilla y la parte inferior del bao (en la parte central). El puntal, antes de montarse, es más largo por el hecho de ir encajado en la base y en la parte superior.

### Definición 2
El puntal es la distancia vertical que hay entre la parte superior de la sobrequilla (o el plan de sentina) y la parte más baja e interior de la cubierta (situada a un lado). (Nota: esta definición es una de las más tradicionales y preferible a otras).

### Definición 3
El puntal es la distancia que hay entre la parte superior del forro (la más próxima a la sobrequilla) y la parte más baja (e interior) de la cubierta (situada a un lado).

### Definición 4
En algunos diccionarios franceses (y en el artículo correspondiente de la Wikipedia en francés) el puntal se define como la distancia entre la parte más baja de la quilla y la parte superior más baja de la cubierta.
- Esta definición permite establecer la equivalencia: puntal = calado + francobordo.

## Ejemplo de puntal en el cálculo del arqueo
Una obra de 1751 explica de manera detallada (y relativamente precisa y comprensible) la forma de calcular el arqueo de una nave a partir del puntal, entre otras magnitudes.

## Teoría del buque: altura entre quilla y cubierta

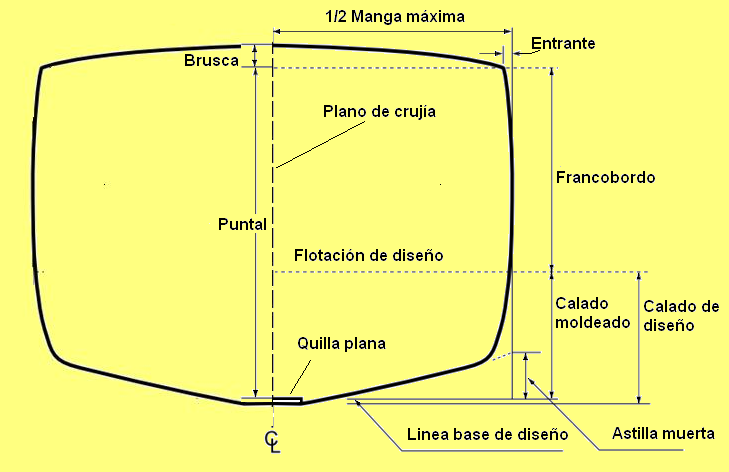
Puntal (P).

Puntal del buque: Es la medida vertical desde el canto superior de la quilla hasta la unión de la traca de cinta con la cubierta principal.
Por extensión, «puntal» es toda medida vertical a bordo de un barco; por eso se dice, puntal de una brazola o de un entrepuente.
Existe un caso específico en el que se cumplirá la siguiente ecuación.
| Símbolo           | Nombre      | Unidad |
| ----------------- | ----------- | ------ |
| {\displaystyle P} | Puntal      |        |
| {\displaystyle C} | Calado      |        |
| {\displaystyle F} | Francobordo |        |

Como el francobordo es una medida específica que viene en el certificado correspondiente esta ecuación solo se cumplirá en el caso de que el calado coincida con esa línea de francobordo.